# 葉氏宗祠 (江頭村)
叶氏宗祠，位于中国广东省韶关市仁化县董塘镇江头村，为仁化县的一个县级文物保护单位，类型为古建筑，公布时间为1960年12月26日。
叶氏宗祠的历史年代为清代。